# Sofia Maccari
Sofía Maccari (Buenos Aires, 3 juli 1984) is een Argentijns hockeyster. Ze nam eenmaal deel aan de Olympische Zomerspelen en behaalde hierbij een zilveren medaille. 
Maccari werd geselecteerd voor de Argentijnse olympische selectie voor de Olympische Zomerspelen 2012 in Londen. Het Argentijnse team verloor finale met 2-0 verloren van Nederland.
Daarnaast won ze één keer de Champions Trophy in 2012.

## Erelijst
- 2011 -  Champions Trophy te Amstelveen (Nederland)
- 2012 -  Champions Trophy te Rosario (Argentinië)
- 2012 -  Olympische Spelen te Londen (Verenigd Koninkrijk)